# 赫伯·克劳特布拉特
赫伯特·克劳特布拉特（英語：Herbert Krautblatt，1926年11月19日—1999年2月10日），美国NBA联盟前职业篮球运动员。